# Santa Olaja de la Varga
Santa Olaja de la Varga es una localidad del municipio de Cistierna, en la provincia de León (España).

## Topónimo
El nombre de la localidad, Santa Olaja, significa "Santa Olalla o Eulalia". Existen otras dos localidades del mismo nombre en las provincias de Palencia y Burgos. 
El segundo elemento del nombre, varga, significa "cuesta".

## Información
Localidad de 139 habitantes (INE 2010).
- Datos: Q6120638